# Detlef Detlefsen

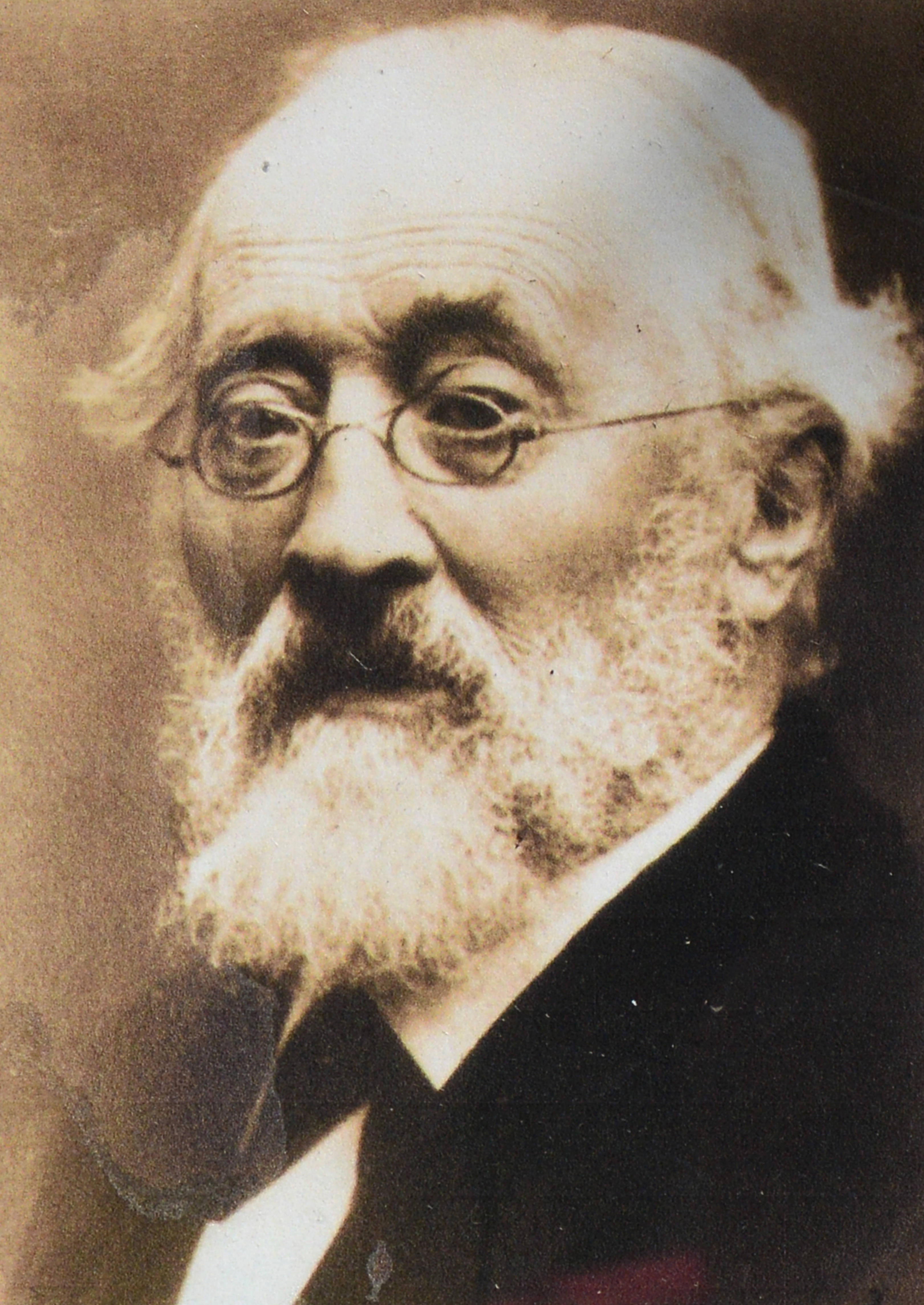
Detlef Detlefsen (1833-1911)

Sönnich Detlef Friedrich Detlefsen, född 25 september 1833, död 21 juli 1911, var en tysk filolog.
Detlefsen var 1879-1904 gymnasierektor i Glückstadt, och har utgett en upplaga av Plinius den äldres Naturalis historia och ägnat denne författare en del undersökningar. Detlefsens Die Entdeckung des germanischen Nordens im Altertum (1904) är en ingående och idérik framställning av de äldre antika författarnas uppgifter om Norden, men innehåller en hel del idag ifrågasatta tolkningar.